# Hubert Davis (Basketballspieler)
Hubert Ira Davis Jr. (* 17. Mai 1970 in Winston-Salem) ist ein US-amerikanischer Basketballtrainer und ehemaliger -spieler.

## Werdegang

### Spieler
Davis wuchs in Burke (US-Bundesstaat Virginia) auf und gehörte als Heranwachsender der Basketballmannschaft der Lake Braddock High School an. Er spielte als Jugendlicher auch American Football und war als solcher Mannschaftskamerad des späteren Olympiasiegers Allen Johnson.
1988 wechselte Davis an die University of North Carolina at Chapel Hill und spielte bis 1992 unter Trainer Dean Smith. Er steigerte in der NCAA seine Punktausbeute in jeder Saison und war 1991/92 mit 21,4 Punkten je Begegnung mannschaftsintern führend. Er stellte mit einer Trefferquote beim Dreipunktewurf von 43,5 Prozent (197 Treffer bei 453 Würfen) eine Bestmarke für die Hochschule auf.
1991 gewann Davis mit der US-Studentenauswahl die Goldmedaille bei der Sommeruniversiade in Sheffield. Davis war mit 17,8 Punkten je Begegnung bester Korbschütze der von P. J. Carlesimo als Trainer betreuten Mannschaft.
Als Berufsbasketballspieler war Davis von 1992 bis 2004 in der NBA beschäftigt, kam in der Zeit auf 734 Einsätze. In 156 NBA-Spielen stand er in der Anfangsaufstellung. 1994 erreichte er mit den New York Knicks die NBA-Endspielserie, die aber gegen die Houston Rockets verloren wurde. Wie zuvor in der NCAA wies Davis auch im Profibereich eine hohe Treffsicherheit beim Dreipunktewurf auf und setzte sich mit einem Wert von 44,1 Prozent in der ewigen NBA-Bestenliste auf den zweiten Platz. Davis spielte während seiner Laufbahn unter Trainergrößen wie Dean Smith, Pat Riley, Don Nelson und Larry Brown.

### Trainer
Nachdem Davis im Anschluss an seinen Rücktritt als Spieler sieben Jahre bei Basketballübertragungen des Fernsehsenders ESPN als Kommentator und Moderator gearbeitet hatte, kehrte er Anfang Mai 2012 an die University of North Carolina zurück. Dort wurde er Assistenztrainer von Roy Williams, der 1988 am Zustandekommen Davis’ Wechsel an die Hochschule beteiligt war sowie ihn 1991 bei der Sommeruniversiade als Mitglied des US-Trainerstabes betreute. Als Assistenztrainer trug Davis zum Gewinn des NCAA-Meistertitels 2017 bei.
Nach Williams’ Rücktritt wurde Davis im April 2021 dessen Nachfolger als Cheftrainer der University of North Carolina. Davis führte die Hochschulmannschaft im ersten Jahr seiner Amtszeit ins NCAA-Endspiel, was zuvor keinem seiner Vorgänger an der University of North Carolina gelungen war. Das Endspiel wurde Anfang April 2022 gegen Kansas verloren.

## Familie
Davis hat mit seiner Ehefrau Leslie drei Kinder. Er ist ein Neffe des Olympiasiegers Walter Davis.